# 大分県保育所一覧
大分県保育所一覧（おおいたけんほいくしょいちらん）は、大分県の保育所の一覧。

## 公立保育所

### 大分市
- 大分市生石保育所
- 大分市浜町保育所
- 大分市新春日町保育所
- 大分市金池保育所
- 大分市桜ケ丘保育所
- 大分市新桜町保育所
- 大分市下郡保育所
- 大分市裏川保育所
- 大分市住吉保育所
- 大分市敷戸南保育所
- 大分市あかつき保育所
- 大分市小野鶴こばと保育所
- 大分市佐賀関保育所
- 大分市野津原保育所